# Fuday

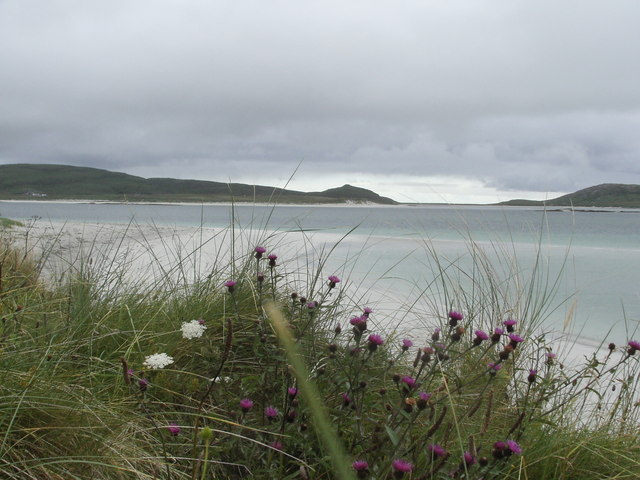
An Caolas Fuideach

Fuday (en gaèlic escocès, Fuideigh) és una illa localitzada en el grup de les Hèbrides Exteriors, a Escòcia. L'illa està situada al sud de l'illa de Barra i a l'oest de l'illa d'Eriskay.
L'illa té una superfície d'aproximadament 2,3 km² i una alçada màxima de 89 msnm (el cim de Mullach Neacail). Roman deshabitada des de l'any 1901, sent la seva màxima població registrada de només 7 habitants. Encara s'utilitza per al pasturatge d'estiu de bestiar.
Fuday és propietat del Govern Escocès.